# 里萊灣
71°30′S 169°32′E / 71.500°S 169.533°E
里萊灣是南極洲的海灣，位於維多利亞地的彭內爾海岸，屬於羅伯特森灣的一部分，寬約9公里，處於艾蘭斯角和佩涅羅珀角之間，英國探險隊在1911年10月4日踏足該海灣。